# Zbiornik Przeworno
Zbiornik Przeworno – sztuczny zalew na Krynce (Hm 15+350) w pobliżu miejscowości Przeworno oddany do eksploatacji 9 sierpnia 2006 r. Długość zapory ziemnej wynosi 510 m. Zapora została zabezpieczona 30cm materacem gabionowym. Blok zrzutowy został wyposażony w przelew o długości 45 m. Zapora ma przepławkę dla ryb.
Zbiornik w czasie występowania przepływów niskich i średnich wykorzystywany rolniczo oraz do celów rekreacyjnych, rzędna piętrzenia 185 m n.p.m. W czasie wezbrań powodziowych pełni funkcję redukcji fali powodziowej korzystając z rezerwy powodziowej zawartą między rzędnymi piętrzenia 185 a 186 m n.p.m. wynoszącą 0,536 mln m³. Przy normalnym poziomie piętrzenia pojemność wynosi 0,315 mln m³ przy powierzchni zwierciadła wody równej 37,4 ha. Maksymalna pojemność zbiornika wynosi 0,851 mln m³ przy powierzchni 81 ha. Maksymalny dopuszczalny poziom piętrzenia równy jest 186 m n.p.m.
Koszt budowy 14 mln zł.
Projektant: dr inż. Jerzy Machajski.

## Linki zewnętrzne

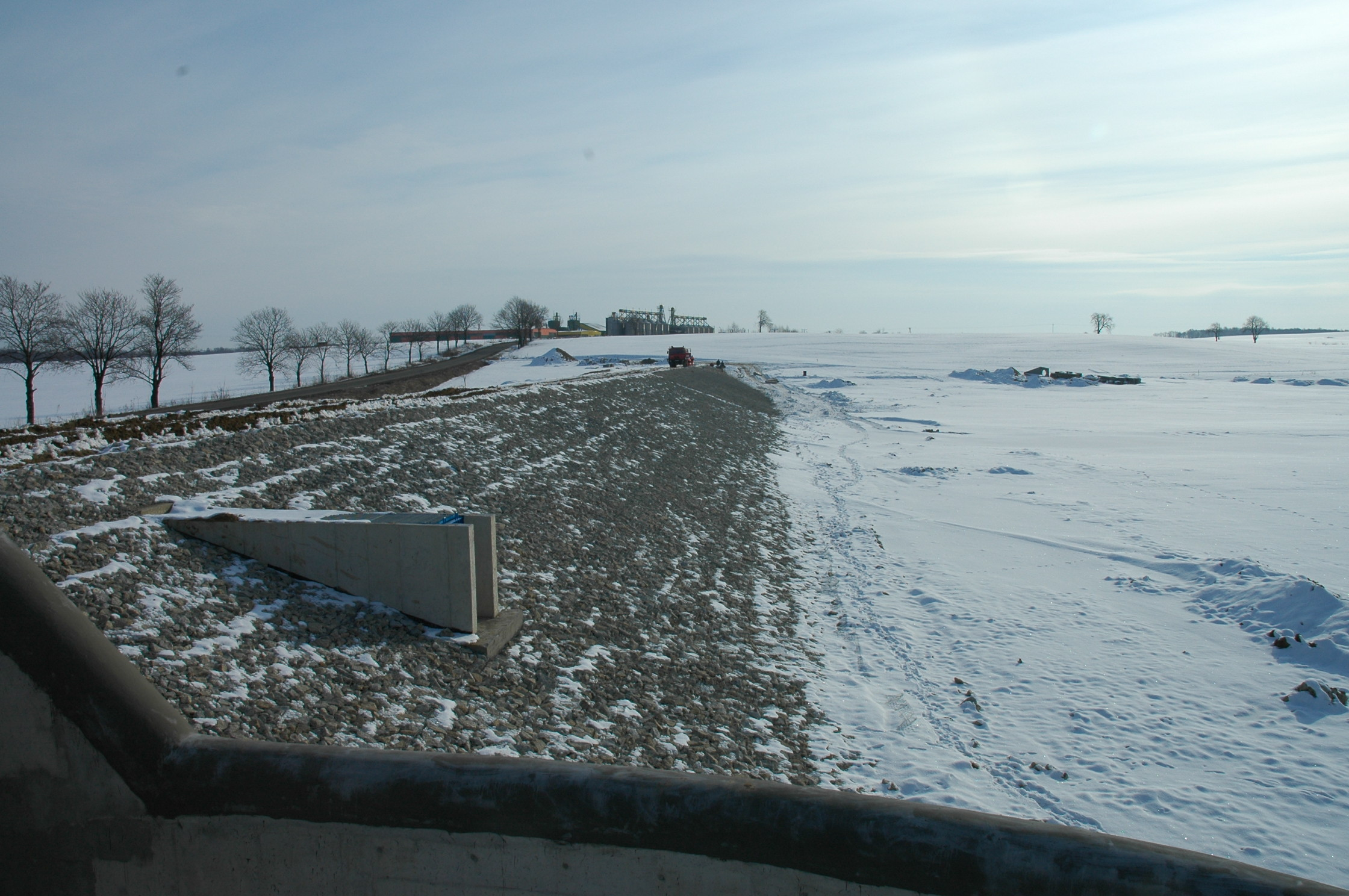
Brzeg północny

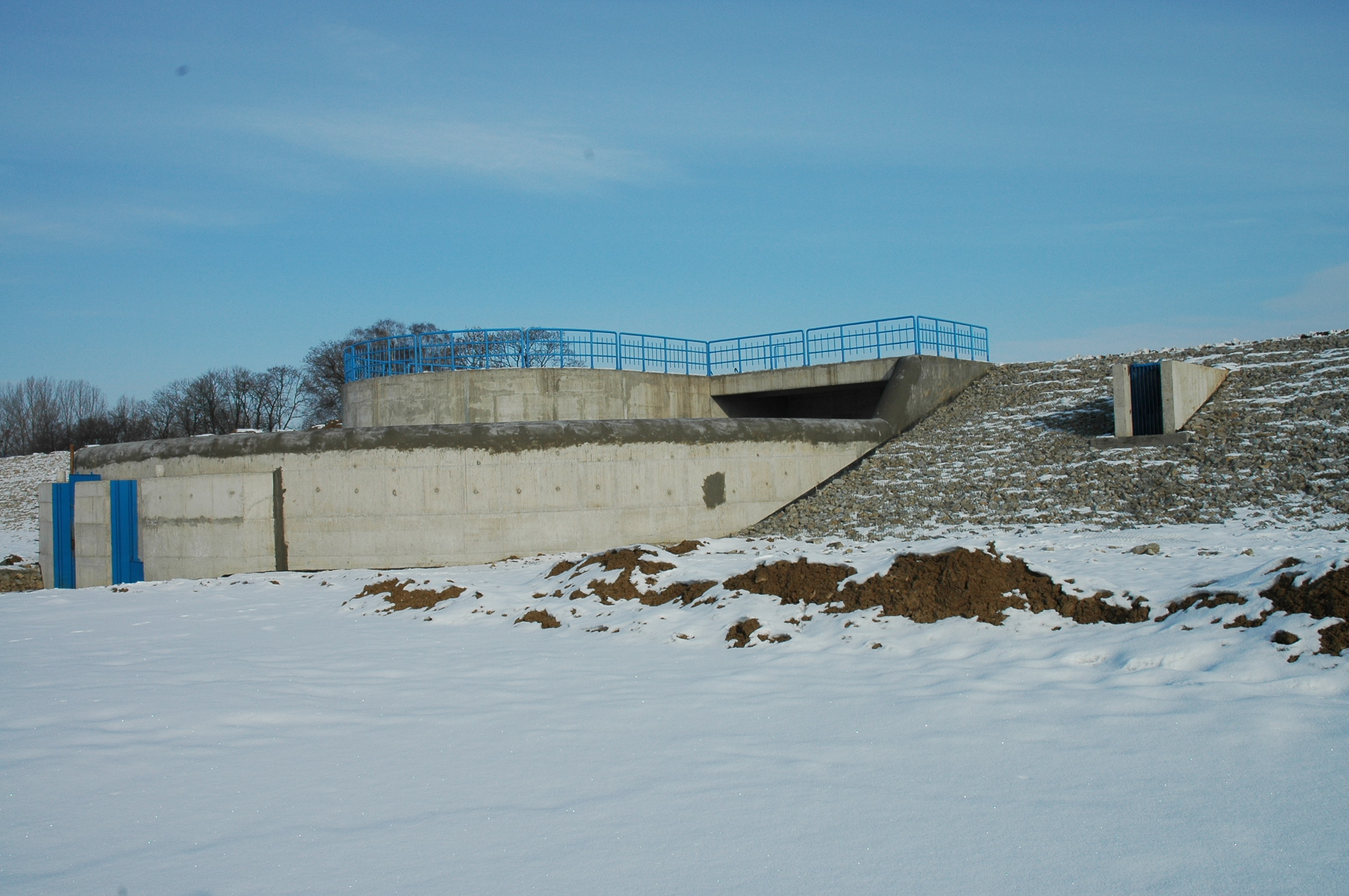
Blok zrzutowy

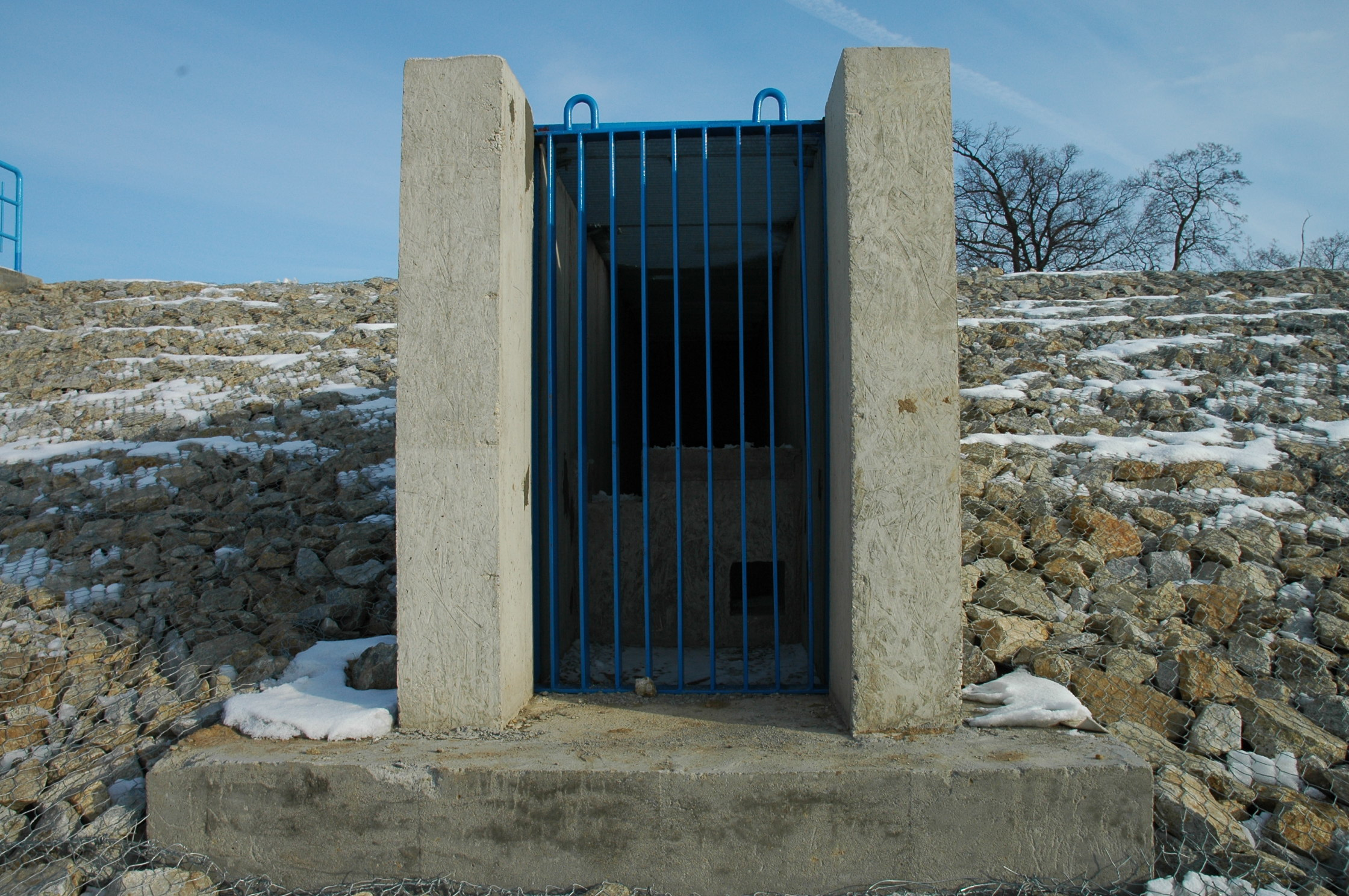
Wlot przepławki